# Popular TV
Popular TV foi uma rede de televisão espanhola promovida pelo Grupo Cope. A emissora foi extinta em julho de 2010, quando a Conferência Episcopal terminou o contrato com Emilio Burillo Azcárraga.